# Cordaites
Cordaites é um género extinto de gimnospérmicas, que crescia em solos húmidos. Plantas vascularizadas que se reproduziam com sementes. Eram semelhantes às coníferas com folhas grandes e com nervuras. Geralmente possuíam sementes com forma de coração (razão do nome).
Mexilhões e crustáceos de água salobra são muitas vezes encontrados entre as raízes destas árvores. Os fósseis são encontrados em secções de rochas do Carbonífero Superior, da Holanda, Bélgica e Alemanha.
Algumas das espécies são:
- Cordaites principalis
- Cordaites ludlowi
- Cordaites Hislopii.[1]

Ao contrário do que acontece com outras variedades de plantas, as sementes de Cordaites não são raras, isto porque atingem tamanhos elevados (até 10mm).